# Apocalipsa 2

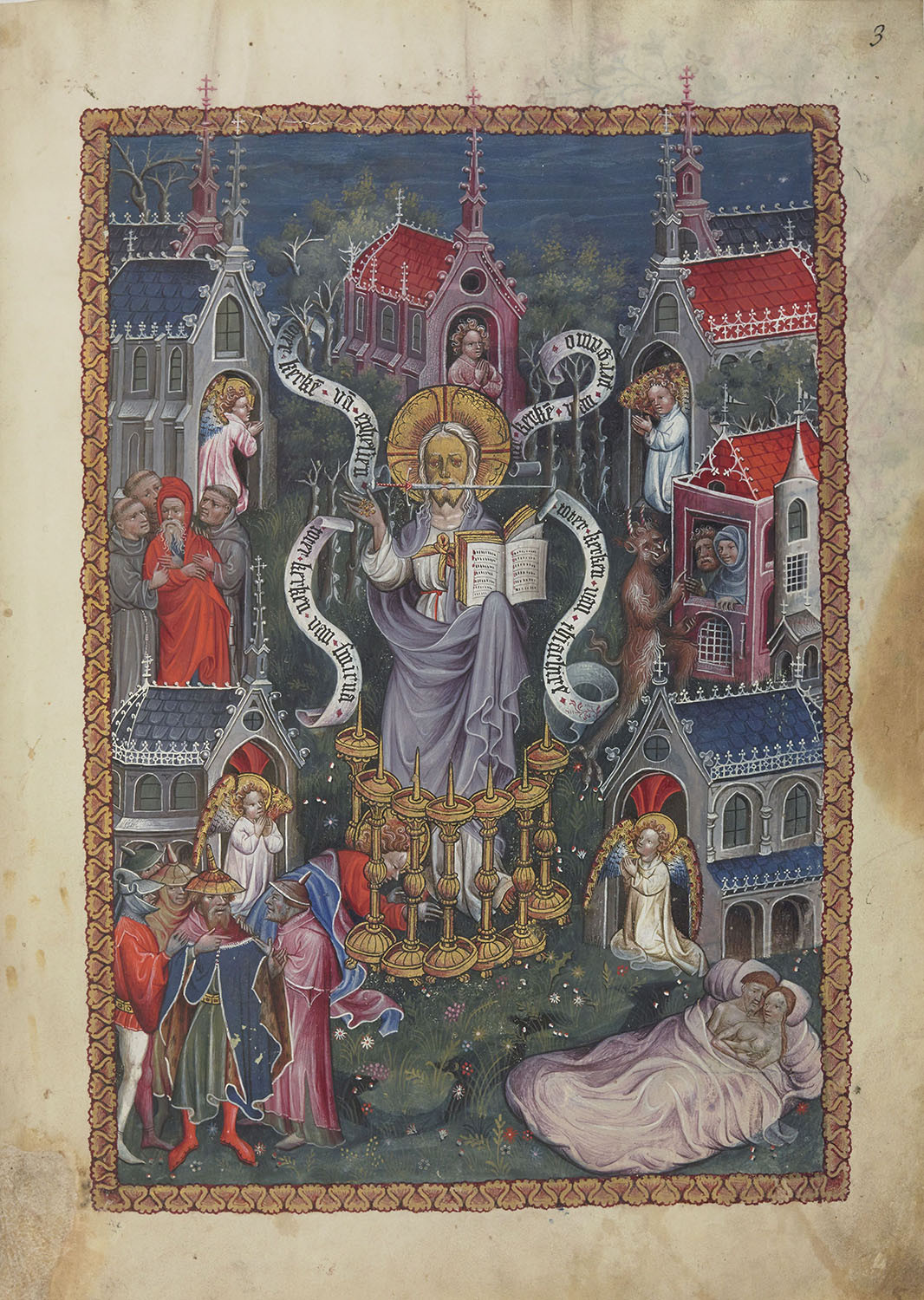
Ioan trimite scrisori către bisericile din Efes, Smirna, Pergam și Tiatira, Apocalypse flamande

Apocalipsa 2 este al doilea capitol al Cărții Apocalipsa sau Apocalipsa lui Ioan din Noul Testament al Bibliei creștine. Cartea este în mod tradițional atribuită lui Ioan Apostolul, dar identitatea precisă a autorului rămâne un punct de dezbatere academică. Acest capitol conține mesaje către bisericile din Efes, Smirna, Pergam și Tiatira, patru dintre cele șapte biserici din Asia situate în Turcia actuală, în timp ce mesajele pentru celelalte trei biserici apar în capitolul 3.

## Text
Textul original a fost scris în greaca comună. Acest capitol este împărțit în 29 de versete.

### Martori textuali
Manuscrisele timpurii care conțin textul acestui capitol includ:  
- Papirusul 98 (secolul al II-lea; versetul existent 1)
- Papirusul 115 (c. 275; versetele existente 1–3, 13–15, 27–29)
- Codex Sinaiticus (330–360)
- Codex Alexandrinus (400–440)
- Codex Ephraemi Rescriptus (c. 450; complet)
- Papirusul 43 (secolul al VI-lea/secolul al VII-lea; versetele existente 12–13)

Harta Anatoliei de Vest (fosta provincie romană Asia) care arată insula Patmos și locația celor șapte biserici menționate în Cartea Apocalipsei.

## Solia către Efes (2:1–7)

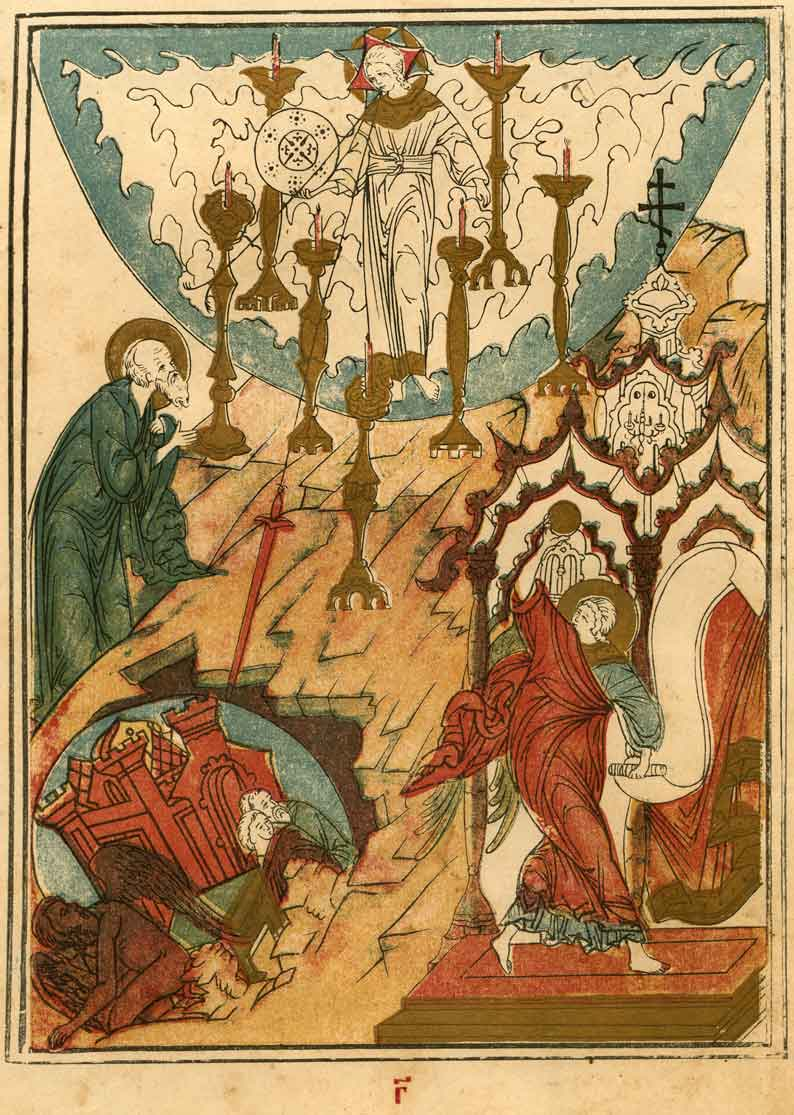
Solia către Efes

## Solia către Pergam (2:12–17)

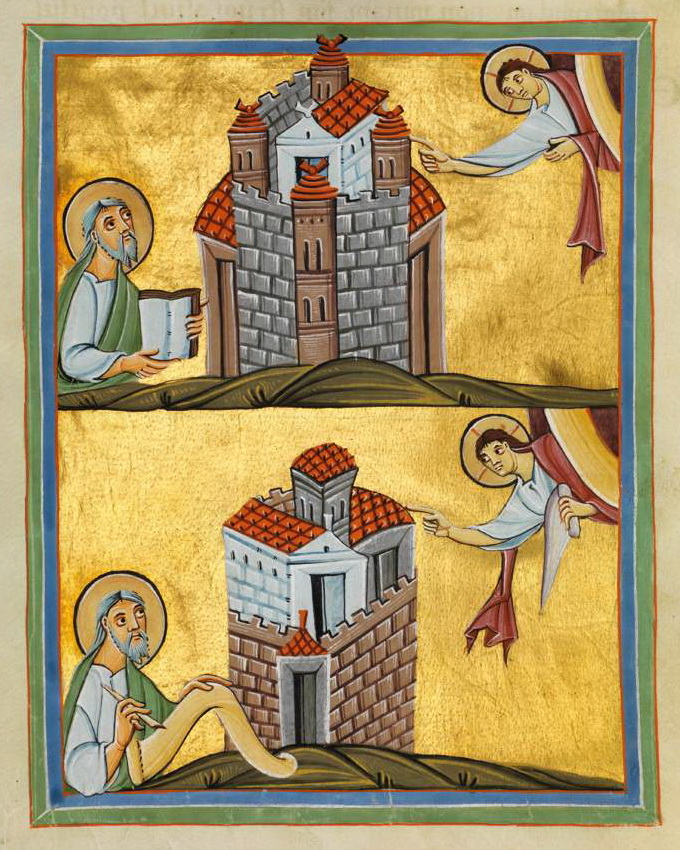
Solia către Pergam și Tiatira. Bamberg Apocalypse